# Bistum Jaca
Das Bistum Jaca (lat.: Dioecesis Iacensis) ist eine in Spanien gelegene römisch-katholische Diözese mit Sitz in Jaca.

## Geschichte
Das Bistum Jaca wurde im Jahre 1063 durch Papst Alexander II. errichtet. Zunächst war es dem Erzbistum Tarragona und ab dem 14. Juli 1318 dem Erzbistum Saragossa als Suffraganbistum unterstellt. Seit dem 11. August 1956 ist es ein Suffraganbistum des Erzbistums Pamplona y Tudela.
Der Bischof von Jaca ist In persona episcopi zugleich Bischof von Huesca.
Die Kathedrale von Jaca ist ein bedeutendes, sehr frühes Zeugnis romanischer Baukunst in Spanien.

## Weblinks

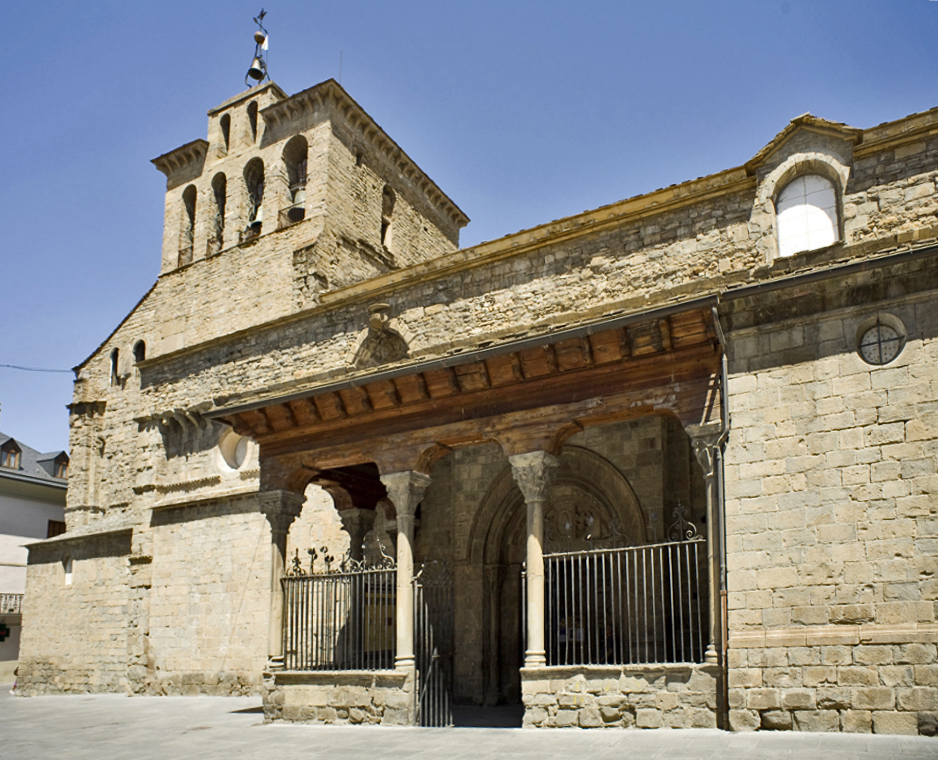
Kathedrale San Pedro Apóstol in Jaca